# Hodo

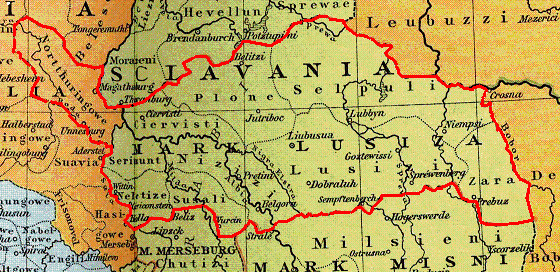
Marchia Łużycka

Hodo (zm. 13 marca 993) – margrabia Marchii Łużyckiej w latach 965–993.
Jeden z margrabiów saskich, rządzących w marchiach powstałych po podziale Marchii Wschodniej, który nastąpił po śmierci margrabiego Gerona w 965. Prowadził walki ze Słowianami. Był jednym z dowódców niemieckich w bitwie pod Cedynią w 972, gdzie poniósł klęskę z wojskami księcia Polan – Mieszka I i jego brata Czcibora. Jego żoną była Frederuna, córka margrabiego Miśni Thietmara, z którą miał syna Zygfryda. Córka Hodona – Hidda – została żoną Adalberta von Ballenstedt, wójta Hagenrode i Nienburga, protoplasty dynastii askańskiej.
Zmarł w 993 roku. Jego następcą został Gero II, syn Thietmara miśnieńskiego. 